# بيتفيريات
البيتفيريات (الاسم العلمي: Petiveriaceae)، فصيلة نباتات مُزهرة من رتبة القرنفليات. كانت سابقًا مُصنفة كفُصيلة في الفصيلة الصبغية. تتكون الفصيلة من تسعة أجناس، مع حوالي 20 نوعًا معروفًا.

## الأجناس
| - Gallesia Casar. - Hilleria Vell. - Ledenbergia Klotzsch ex Moq. - Monococcus F.Muell. - Petiveria كارولوس لينيوس - ريفينه L. - Schindleria H.Walter - Seguieria Loefl. - Trichostigma A.Rich. |